# 卡西里山 (阿雷基帕)
15°27′46″S 72°10′17″W / 15.46278°S 72.17139°W
卡西里山（Casiri），是秘魯的山峰，位於該國南部阿雷基帕大區的卡斯蒂利亞省，屬於安第斯山脈中奇拉山脈的一部分，處於奇拉山、喬克皮爾瓦山和尤拉卡薩山以南、塞拉尼山東北面，海拔高度5,647米。